# Boussouma (Boulgou)
Boussouma ist sowohl eine Gemeinde (französisch commune rurale) als auch ein dasselbe Gebiet umfassendes Departement im westafrikanischen Staat Burkina Faso in der Region Centre-Est und der Provinz Boulgou. Die Gemeinde hatte 2006 in 16 Dörfern 26.473 Einwohner.